# Щучье (Лискинский район)
Щучье — село в Лискинском районе Воронежской области. Административный центр Щучинского сельского поселения. Населённый пункт воинской доблести.

## География
Расположено на правом берегу протоки Щучьей, спрямляющей крупную излучину реки Дон.

### Улицы
- ул. Кольцовская
- ул. Комсомольская
- ул. Красноармейская
- ул. Мира
- ул. Октябрьская
- ул. Первомайская
- ул. Пионерская
- ул. Революционная
- ул. Советская
- ул. Труда
- ул. Школьная

## История
В 2022 году селу присвоено почётное звание Воронежской области «Населённый пункт воинской доблести».

## Население
| 1859 | 1897  | 2010  |
| ---- | ----- | ----- |
| 1512 | ↘1488 | ↘1029 |

### Известные жители
- Вульферт, Антон Карлович (1843—1918) — криминалист-правовед, доктор уголовного права, профессор уголовного права Демидовского юридического лицея и заслуженный профессор Военно-юридической академии; тайный советник.

## Инфраструктура
Щученский сельский дом культуры
Школа

## Достопримечательности
Мемориальный комплекс «Щученский плацдарм».
Церковь Рождества Богородицы

## Транспорт
Село доступно автотранспортом. Остановки общественного транспорта автобусного маршрута 103 с автовокзала Лиски (на май 2023).